# Oreoneta vogelae
Espèce
Oreoneta vogelae est une espèce d'araignées aranéomorphes de la famille des Linyphiidae.

## Distribution
Cette espèce est endémique du Wyoming aux États-Unis,,. Elle se rencontre dans le comté de Park.

## Description
Le mâle holotype mesure 2,58 mm et la femelle paratype 2,75 mm.

## Étymologie
Cette espèce est nommée en l'honneur de Beatrice Vogel.

## Publication originale
- Saaristo & Marusik, 2004 : Revision of the Holarctic spider genus Oreoneta Kulczyński, 1894 (Arachnida: Aranei: Linyphiidae). Arthropoda Selecta, vol. 12, no 3/4, p. 207-249 (texte intégral).